# Lago d'Alzasca
Il lago d'Alzasca è un lago alpino situato in Svizzera, nel Canton Ticino, nella valle Maggia, nel comune di Maggia nelle Alpi Lepontine.

## Morfologia
È più o meno circolare, con contorni ripidi e detritici a sud-est, erbosi e alberati a nord-est; a nord-ovest c'è un piccolo delta formato dalle acque che scendono dalla Bocchetta di Cansgei. È contenuto in una conca rocciosa di origine glaciale, è sbarrato a valle da un cordone morenico.

## Fauna

### Pesci
Viene annualmente ripopolato con trote fario, trote iridee e salmerini alpini.